# Communauté de communes Meurthe, Mortagne, Moselle
La communauté de communes Meurthe, Mortagne, Moselle (CC3M) est une communauté de communes française située dans le département de Meurthe-et-Moselle et la région Grand Est.

## Historique
Elle est créée à la suite du schéma de coopération intercommunale (SDCI) prenant effet le 1er janvier 2017 car la communauté de communes de la Mortagne n'atteignait pas les 5 000 habitants imposés par la loi NOTRe ; en 2011, une fusion était prévue entre cette dernière et la communauté de communes du Lunévillois mais, même si celle-ci était jugée pertinente, la CDCI l’avait trouvée prématurée. Le projet n°16 en 2015 proposait plutôt l'éclatement de l'intercommunalité entre Lunéville et Bayon. 
L’arrêté préfectoral est pris le 24 octobre 2016 et prévoit la fusion, à partir du 1er janvier 2017, de la communauté de communes du Bayonnais (hormis Tonnoy et Ferrières) et de la communauté de communes du Val de Meurthe (hormis Rehainviller), étendue aux communes d'Essey-la-Côte, Gerbéviller, Giriviller, Mattexey, Moriviller, Remenoville, Seranville et Vennezey (issues de la communauté de communes de la Mortagne)

## Territoire communautaire

### Composition
La communauté de communes est composée des 37 communes suivantes :

| Nom                          | Code Insee | Gentilé        | Superficie (km2) | Population (dernière pop. légale) | Densité (hab./km2) |
| ---------------------------- | ---------- | -------------- | ---------------- | --------------------------------- | ------------------ |
| Blainville-sur-l'Eau (siège) | 54076      | Blainvillois   | 11,74            | 3 885 (2022)                      | 331                |
| Barbonville                  | 54045      | Barbonvillois  | 10,81            | 431 (2022)                        | 40                 |
| Bayon                        | 54054      | Bayonnais      | 6,05             | 1 556 (2022)                      | 257                |
| Borville                     | 54085      |                | 4,71             | 86 (2022)                         | 18                 |
| Brémoncourt                  | 54098      |                | 5,24             | 167 (2022)                        | 32                 |
| Charmois                     | 54121      | Charmoyens     | 5,41             | 197 (2022)                        | 36                 |
| Clayeures                    | 54130      |                | 9,21             | 175 (2022)                        | 19                 |
| Crévéchamps                  | 54144      |                | 4,86             | 348 (2022)                        | 72                 |
| Damelevières                 | 54152      | Damelibairiens | 8,12             | 3 094 (2022)                      | 381                |
| Domptail-en-l'Air            | 54170      |                | 3,13             | 70 (2022)                         | 22                 |
| Einvaux                      | 54175      | Einvallois     | 7,38             | 350 (2022)                        | 47                 |
| Essey-la-Côte                | 54183      |                | 6,6              | 75 (2022)                         | 11                 |
| Froville                     | 54216      |                | 5,89             | 121 (2022)                        | 21                 |
| Gerbéviller                  | 54222      | Gerbévillois   | 23,94            | 1 319 (2022)                      | 55                 |
| Giriviller                   | 54228      |                | 7,71             | 71 (2022)                         | 9,2                |
| Haigneville                  | 54245      |                | 2,85             | 59 (2022)                         | 21                 |
| Haussonville                 | 54256      |                | 11,18            | 318 (2022)                        | 28                 |
| Landécourt                   | 54293      |                | 5,82             | 85 (2022)                         | 15                 |
| Lorey                        | 54324      |                | 5,18             | 87 (2022)                         | 17                 |
| Loromontzey                  | 54325      |                | 7,68             | 78 (2022)                         | 10                 |
| Mattexey                     | 54356      |                | 4,97             | 64 (2022)                         | 13                 |
| Méhoncourt                   | 54359      |                | 7,87             | 243 (2022)                        | 31                 |
| Mont-sur-Meurthe             | 54383      | Montois        | 9,51             | 1 132 (2022)                      | 119                |
| Moriviller                   | 54386      |                | 7,24             | 93 (2022)                         | 13                 |
| Remenoville                  | 54455      | Remenovillois  | 8,46             | 156 (2022)                        | 18                 |
| Romain                       | 54461      |                | 3,15             | 69 (2022)                         | 22                 |
| Rozelieures                  | 54467      |                | 9,38             | 183 (2022)                        | 20                 |
| Saint-Boingt                 | 54471      |                | 8,14             | 74 (2022)                         | 9,1                |
| Saint-Germain                | 54475      |                | 7,68             | 157 (2022)                        | 20                 |
| Saint-Mard                   | 54479      |                | 2,95             | 102 (2022)                        | 35                 |
| Saint-Rémy-aux-Bois          | 54487      |                | 9,76             | 65 (2022)                         | 6,7                |
| Seranville                   | 54501      |                | 5,37             | 101 (2022)                        | 19                 |
| Velle-sur-Moselle            | 54559      | Vellois        | 4,47             | 320 (2022)                        | 72                 |
| Vennezey                     | 54561      |                | 3,43             | 38 (2022)                         | 11                 |
| Vigneulles                   | 54565      | Vigneullais    | 5,57             | 234 (2022)                        | 42                 |
| Villacourt                   | 54567      |                | 14,1             | 354 (2022)                        | 25                 |
| Virecourt                    | 54585      | Virecourtois   | 5,06             | 499 (2022)                        | 99                 |

### Démographie
| 1968   | 1975   | 1982   | 1990   | 1999   | 2009   | 2014   | 2020   |
| ------ | ------ | ------ | ------ | ------ | ------ | ------ | ------ |
| 15 232 | 14 781 | 15 322 | 15 059 | 15 270 | 16 535 | 16 794 | 16 561 |

## Administration

### Siège
Le siège de la communauté de communes est situé à Blainville-sur-l'Eau.

### Les élus
Le conseil communautaire de la communauté de communes se compose de 61 conseillers, élus pour une durée de six ans.
Ils sont répartis comme suit :
| Nombre de conseillers | Communes                      |
| --------------------- | ----------------------------- |
| 11                    | Blainville-sur-l'Eau          |
| 8                     | Damelevières                  |
| 4                     | Bayon                         |
| 3                     | Gerbéviller ,Mont-sur-Meurthe |
| 1 (+ 1 suppléant)     | les 32 autres communes        |

### Présidence
| Période                      | Période  | Identité        | Étiquette | Qualité                       |
| ---------------------------- | -------- | --------------- | --------- | ----------------------------- |
| janvier 2017 (Réélu en 2020) | En cours | Philippe Daniel | SE        | Maire de Vigneulles (2008 → ) |

### Compétences
Au 1er janvier 2017, la communauté de communes gère 32 compétences mises en commun.
Elle adhère également à 6 syndicats mixtes :
- Syndicat Mixte EPTB Meurthe Madon
- Syndicat départemental d'électricité de Meurthe-et-Moselle
- PETR du Pays du Lunévillois
- Syndicat Mixte scolaire de Bayon
- Syndicat Mixte de la Multipole Sud Lorraine
- Syndicat Mixte départemental d'assainissement non collectif de Meurthe-et-Moselle

### Régime fiscal et budget
Le régime fiscal de la communauté de communes est la fiscalité additionnelle sans fiscalité professionnelle de zone et sans fiscalité professionnelle sur les éoliennes.